# Wola Załężna
Wola Załężna – wieś w Polsce położona w województwie łódzkim, w powiecie opoczyńskim, w gminie Opoczno. Położona tuż przy Opocznie (1 km). Należy do rzymskokatolickiej parafii pw. św. Bartłomieja w Opocznie. Przez miejscowość przepływa rzeka Drzewiczka.
W latach 1975–1998 miejscowość administracyjnie należała do województwa piotrkowskiego.
Wierni kościoła rzymskokatolickiego należą do parafii św. Bartłomieja w Opocznie.

## Części wsi
| SIMC    | Nazwa          | Rodzaj    |
| ------- | -------------- | --------- |
| 0547649 | Borki          | część wsi |
| 0547655 | Bugaj          | część wsi |
| 0547661 | Góry           | część wsi |
| 1039659 | Kępy           | część wsi |
| 0547678 | Nadestrugi     | część wsi |
| 0547684 | Pawłówka       | część wsi |
| 0547690 | Piaski         | część wsi |
| 0547709 | Pod Zameczkiem | część wsi |
| 1039694 | W Lasku        | część wsi |
| 0547715 | Żłoby          | część wsi |

## Historia
Nazwa wsi wywodzi się od jej położenia „za łęgami" (łąkami). Wieś założono w średniowieczu, pierwsza znana wzmianka pochodzi z 1369 r. Znana dawniej jako Wola Opoczyńska (Opoczeńska) albo Wola Miejska (Wola Civitatis). W XV w. wymieniona jako wieś należąca do dóbr królewskich. Wieś została nadana Opocznu, a ludność Woli zobowiązano do konserwacji bruków ulicznych i murów obronnych miasta. Stanowiła więc własność miejską Opoczna. W 1629 r. wymieniona jest jako przedmieście Opoczna, obok przedmieścia Kołomurnego oraz Gorzałkowa.
W lustracji królewszczyzn województwa sandomierskiego z 1765 r. miejscowość ta określana jest jeszcze nazwą Wola Opoczyńska.
Parafia opoczyńska pobierała z Woli Załężnej dziesięcinę w wysokości 6 grzywien.
W 1775 r. Wola stanowiła dość dużą wieś liczącą 29 chałup, w 1789 r. 33 domy. Było tu również 6-łanowe wójtostwo. W 1819 r. geometra Wincenty Jarocki sporządzając mapę przedmieścia Wola Załężna zaznaczył 50 domów mieszkalnych. W Woli Załężnej w XIX w. była karczma, w której prawo szynkowania piwa i wódki posiadał opoczyński magistrat.
W 1822 r. Wolę przyłączono do towarzystwa szkolnego w Opocznie. W 1827 r. wieś miała 44 domy i 269 mieszkańców. Stan zabudowań i liczba ludności Woli Załężnej przedstawiała się następująco w kolejnych latach: w 1871 r. 423 osoby i 64 domy: w 1895 r. 74 domy drewniane i 1 murowany, 528 osób; w 1907 r. 75 domów drewnianych i 2 murowane, 655 osób. Epidemia cholery dwukrotnie była notowana we wsi w XIX w. Przy życiu pozostało wtedy tylko 14 rodzin chłopskich. Zmarłych grzebano na cmentarzu usytuowanym za wsią na tzw. Borkach.
W 1901 r. uroczyście obchodzono 1900-lecie urodzenia Chrystusa. Kościół rzymskokatolicki zalecał wystawianie figur religijnych. W Woli przydrożną figurkę w 1901 r. ufundowała rodzina Jurków. W okresie międzywojennym przeprowadzono w Woli komasację ziemi.
W 1918 r. Wola Załężna staraniem sołtysa Wawrzyńca Wróbla otrzymała zezwolenie na założenie szkoły powszechnej jednoklasowej, a od 1922 r. dwuklasowej. Na przełomie 1927 i 1928 oddano do użytku nowy budynek szkolny. W latach 20. XX w. we wsi rozwinął się ruch ludowy, którym kierował Bartłomiej Wróbel. Do roku 1921 mieszkańcy Woli mieli obowiązek pełnienia warty przeciwpożarowej w Opocznie, zwanej w miejscowej gwarze „stróżą nocną"'. W 1921 r. Wola Załężna miała 625 mieszkańców i 114 domów.
We wsi obecnie znajduje się osiem krzyży i 4 kapliczki. Jeden z nich w miejscu, gdzie grzebano w latach 1830 i 1881 zmarłych na cholerę, figurka św. Jana – wotum za ocalenie z epidemii cholery w latach 1830 i 1848, kapliczka z 1901 r. z napisem: „przed oczy twoje Panie winy nasze składamy".
Mieszkająca w Woli Załężnej rodzina Wróblów podczas okupacji niemieckiej przez ponad dwa lata ukrywała czteroosobową żydowską rodzinę Frankielów: Jakuba i Sarę Frankielów z sześcioletnim synem Herszlem oraz siostrę Sary, Belę Rozenberg. W uznaniu zasług Stanisław Wróbel ojciec, jego syn, także Stanisław Wróbel oraz żona Karolina Wróbel i jej siostra Rozalia Dulnikiewicz zostali odznaczeni przez Jad Waszem jako Sprawiedliwi wśród Narodów Świata.
We wsi znajduje się szkoła podstawowa (ki. I–III), zakład ślusarski i gospodarstwo agroturystyczne.